# Sid Meier's Railroad Tycoon
Sid Meier's Railroad Tycoon è un videogioco di strategia e simulazione economica del 1990 ideato da Sid Meier. L'idea originale è nata dal gioco da tavolo 1830: The Game of Railroads and Robber Barons.
Un'espansione del gioco, intitolata Sid Meier's Railroad Tycoon Deluxe, è stata pubblicata nel 1993. Un porting del gioco per il Super Nintendo era previsto per il 1994 e alcune immagini furono mostrate nel numero di marzo 1993 di Nintendo Power; tuttavia tale versione non fu mai pubblicata. Sebbene non sia stata fornita alcuna ragione ufficiale, è possibile che ciò sia dovuto alla versione DOS di Transport Tycoon e alla sua uscita prevista per l'allora imminente console PlayStation. Allo stesso modo, era prevista anche una versione per Sega Mega Drive, che però non è mai stata distribuita. La versione DOS del gioco è stata pubblicata come freeware per il download nel 2006 sul sito di Sid Meier's Railroads!.

## Modalità di gioco
L'obiettivo del gioco è costruire e gestire una compagnia ferroviaria a partire dalla costruzione delle stazione e delle linee ferroviarie seguita dall'acquisto dei treni e dalla programmazione delle loro tratte. Il gioco si basa sul sistema economico della domanda e dell'offerta e presenta anche una borsa virtuale nella quale il giocatore può comprare o vendere le azioni della propria compagnia, così come delle compagnie concorrenti.
Il giocatore può fondare la propria compagnia in una delle quattro aree geografiche disponibili: gli Stati Uniti occidentali, gli Stati Uniti nord-orientali, la Gran Bretagna e l'Europa. Il giocatore, oltre a gestire il business della propria compagnia, può costruire ulteriori industrie oltre a quelle presenti sulla mappa di gioco all'inizio della partita. Le compagnie avversarie tenteranno di far andare in bancarotta il giocatore o di acquisire tutte le sue azioni per estrometterlo dal mercato.
Ci sono quattro tipi di stazioni: la Torre segnaletica (il tipo base), il Deposito, la Stazione e il Terminal. Tranne la Torre segnaletica che serve solo per controllare le tratte dei treni, gli altri tipi di stazione servono le aree circostanti: il Deposito serve la propria casella e le otto caselle circostanti; la Stazione serve un raggio di due caselle circostanti e il Terminal ne serve tre. Il giocatore può costruire un massimo di 32 stazioni. Quando il giocatore costruisce la sua prima stazione gli viene dato anche la fabbrica di locomotive, che è l'area in cui il giocatore può scegliere tra i diversi treni a disposizione.
Quando il giocatore costruisce una stazione gli viene permesso di costruire il suo primo treno (dei 32 permessi) in una qualunque fabbrica di locomotive. Si possono accodare dei vagoni alla locomotiva prima di stabilire la sua tratta. Il giocatore può modificare in qualunque momento il carico trasportato dal treno dopo ogni stazione del suo percorso. Ogni vagone trasporta uno specifico carico tra gli undici disponibili, che comprendono anche la posta e i passeggeri. Il giocatore può continuare a costruire stazioni ed ampliare la propria rete ferroviaria finché non esaurisce i fondi. La partita dura 100 anni, suddivisi in periodi di 2 anni. Le stazioni costruite o ricostruite in un determinato periodo rendono il doppio. Più velocemente viene trasportato il carico e più lo stesso rende a livello economico. Quindi è da considerare il tempo che impiegherà il treno a completare il suo percorso quando ci si accinge a costruire la linea ferroviaria: ad esempio può essere più remunerativo decidere di scavare una costosa galleria che renda più rapida la tratta.
Le stazioni non acquistano tutto ciò che gli viene offerto. Alcuni produttori di beni non comprano nulla. Il giocatore può scegliere tra due modalità: l'Economia Semplice (nella quale, ad esempio, una stazione che serve due o più città acquista l'intero carico) e l'Economia Complessa (nella quale due città servite da una stazione accettano posta, passeggeri e altri due prodotti; invece quattro villaggi accettano passeggeri e differenti altri prodotti; solo le stazioni con un'acciaieria nel proprio raggio d'azione acquistano il carbone, così come altri prodotti hanno altri compratori tipici. I prodotti disponibili cambiano a seconda dell'area geografica scelta.

## Accoglienza
Nel numero del dicembre 1990, Russ Lockwood della rivista PC Sources lo elenca tra i migliori giochi dell'anno insieme a Qix e Ultima VI.